# Swingfire
Le Swingfire est un missile antichar britannique.

## Historique
À la suite du développement extrêmement rapide du Vigilant de Vickers-Armstrong, la Fairey
Engineering Ltd étudia en 1958 un missile plus grand, dirigé par poussée vectorielle. Le développement fut ensuite repris par British Aircraft Corporation et le missile fut baptisé Swingfire en 1961. Les premiers prototypes ont été fabriqués l'année suivante.

L'origine du nom Swingfire vient du fait que, grâce à l'accélération de lancement relativement faible et à la poussée vectorielle, le missile pouvait effectuer un virage à 45° dès le début du vol et aussi monter ou descendre à un angle de 20° en site.
Après une série d'essais entre 1964 et 1966, le Swingfire est produit en petite série en 1966 et le ministère de la Défense passe  un contrat et le missile entre en service dans la British Army en 1969.
Le premier client étranger à acheter le Swingfire est la Force terrestre belge qui passe commande en 1972.
En 1977, la coentreprise Arab-British Dynamics est fondée dans le but de fabriquer, sous licence, le missile Swingfire en Égypte.
Le Swingfire connait son baptême du feu en mai et juin 1982, durant la guerre des Malouines.
En juin 1990, le |ministère de la Défense britannique passa un contrat de avec British
Aerospace en vue d'améliorer le système de guidage du Swingfire par le biais du programme SWIG (Swingfire Improved Guidance).
Le Swingfire a été utilisé au combat durant la guerre du golfe. 
La production en grande série des Swingfire au Royaume-Uni s'acheva entre 1990 et 1991 après que 46 650 exemplaires eu été fabriqué. Elle continua en Égypte les deux années suivantes avant la dissolution d'Arab-British Dynamics.
En 2003, le Swingfire a également été utilisé par le British Army au cours de la guerre en Irak.
Un grand processus de remise à niveau des matériels et des structures a été entamé dans l'armée britannique de la fin des années 1990.
Les candidats au remplacement du Swingfire sont le Hellfire, le Starstreak et le LOSAT. Il semble qu'aucune décision n'ait été prise pour remplacer ce missile longue portée et qu'il soit remplacé partiellement par un missile de portée plus courte, le FGM-148 Javelin,.

## Caractéristiques
Une des particularités du Swingfire est que véhicule lanceur peut être mis de côté et le missile tiré et guidé par un opérateur éloigné. Le Swingfire possède un moteur IM fonctionnant 6 secondes en phase d'accélération, donnant une vitesse doucement croissante, puis assurant une longue combustion de croisière permettant de diriger le missile par poussée vectorielle. Les quatre ailes se déploient dès que le missile quitte son caisson de lancement. Sa tête à charge creuse de 7 kg est capable de perforer 535 mm d'acier à blindage.
Bien qu'il ait été conçu pour être utilisé avec le FV-102 Striker, le Swingfire peut être tiré depuis d'autres plates-formes :
- Beeswing depuis un Land Rover
- Hawkswing depuis un hélicoptère Lynx[7]
- Golfswing depuis un petit véhicule adapté dénommé Argocat

## Pays utilisateurs
- Belgique - armée belge[7]
  - FV-102 Striker
- Égypte - armée égyptienne[8]
  - les missiles Swingfire sont aussi produits en Égypte sous licence par Arab-British Dynamics[9]
- Irak[10]
- Kenya[7]
- Portugal - Armée portugaise
  - Utilisé autrefois sur les véhicules "Chamite"
- Qatar[7]
- Arabie saoudite[7]
- Soudan - armée soudanaise[10],[11]

- Royaume-Uni - British Army
  - FV-102 Striker - 5 missiles à poste par engin
  - FV-438 Swingfire - 2 missiles à poste
  - Ferret Mk 5 - 4 missiles à poste